# Гаряев, Андрей Борисович
Андрей Борисович Гаряев (род. 1957) — специалист в области тепломассообмена, профессор, заведующий кафедрой «Тепломассообменные процессы и установки» Московского энергетического института.

## Биография
Андрей Гаряев родился в январе 1957 года. В 1974 году поступил и в 1980 году окончил Промтеплоэнергетический факультет (кафедра тепломассообменных процессов и установок, ТМПУ) Московского энергетического института. С 1982 по 1985 год аспирант кафедры ТМПУ. Научный руководитель — профессор В. П. Мотулевич (1926—2009). В 1987 году защитил кандидатскую диссертацию по вопросам тепломассообмена при химических превращениях.
А. Б. Гаряев работал в МЭИ инженером, старшим инженером отдела главного механика МЭИ, научным сотрудником кафедры. С 1991 года работал ассистентом, с 1993 года — старший преподаватель, с января 1997 года — доцент кафедры тепломассообменных процессов и установок. В 1999 году ему было присвоено учёное звание доцента.
С 2000 года А. Б. Гаряев — заместитель заведующего кафедрой по учебной работе. В 2010 году защитил в МЭИ докторскую диссертацию на тему: «Совершенствование методов расчёта аппаратов и установок для глубокой утилизации теплоты влажных газов и разработка мер по повышению эффективности её использования». Получил учёную степень доктора технических наук. Его научным руководителем был доктор технических наук, профессор Данилов Олег Леонидович.
В настоящее[уточнить] время Андрей Борисович является заведующим кафедрой «Тепломассообменные процессы и установки» Московского энергетического института.

## Научная деятельность
Область научных интересов: тепломассообмен при химических и фазовых превращениях, распространение примесей в
атмосфере. Под руководством А. Б. Гаряева выполнены и успешно защищены две кандидатские диссертации по тепломассообмену при
конденсации пара из парогазовых смесей.
Андрей Борисович Гаряев является автором около 100 научных трудов, включая один учебник и одну монографию.